# Boskie
Boskie – dawna wieś na Ukrainie w rejonie tłumackim obwodu iwanofrankiwskiego. Leżała na południe od Oknian.

## Historia
Boskie to dawniej samodzielna wieś. W II Rzeczypospolitej stanowiło część gminy jednostkowej Okniany w powiecie tłumackim w województwie stanisławowskim. 1 sierpnia 1934 roku w ramach reformy na podstawie ustawy scaleniowej Boskie weszło w skład nowej zbiorowej gminy Tłumacz, gdzie we wrześniu 1934 utworzyło gromadę Boskie.
Podczas II wojny światowej w gminie Olesza w powiecie stanisławowskim w dystrykcie Galicja; liczba mieszkańców wynosiła 354.
Po wojnie włączone w struktury ZSRR, gdzie przemianowano je na w 1946 na Dubiwka (Дубівка).